# Leberecht von Kotze

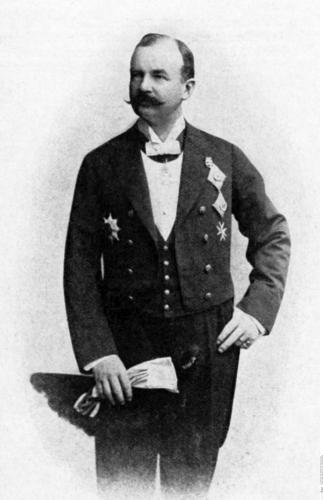
Leberecht von Kotze

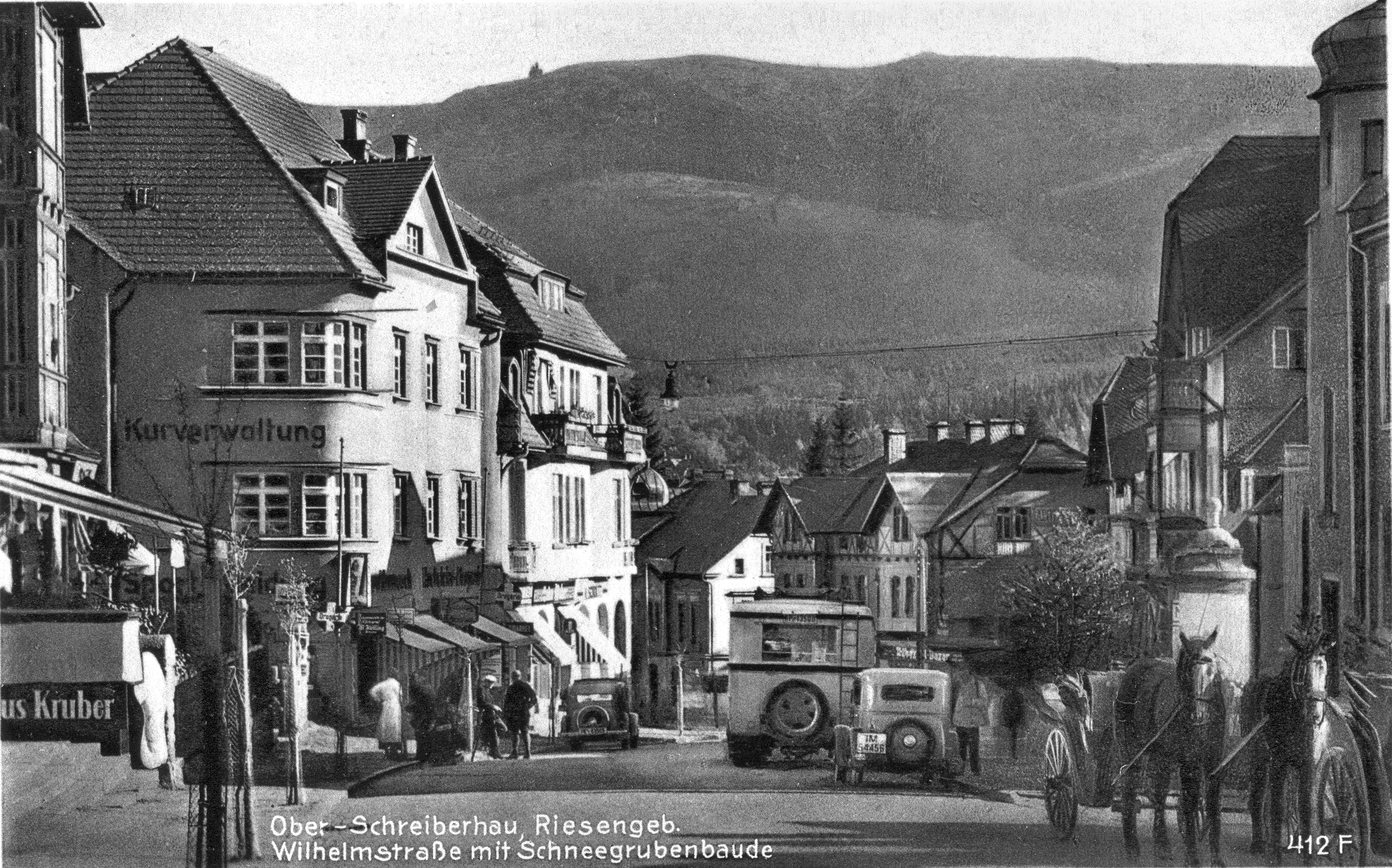
Schreiberhau. Hier trok het echtpaar Kotze zich terug na de affaire Kotze.

Hans Louis Karl Leberecht von Kotze (Berlijn, 6 juni 1850 – Berlijn, 13 september 1920) was kamenier en ceremoniemeester aan het hof van keizer Wilhelm II van Duitsland. Hij was de spilfiguur in de zogenaamde Kotze-affaire.

## Levensloop
Kotze begon zijn carrière als militair bij de cavalerie van Pruisen. In 1879 huwde hij met Elisabeth von Treskow. Kotze verliet later het leger met de rang van ritmeester. Ambitieus als hij was, werd hij in de jaren 1880 hoveling van keizer Wilhelm II van Duitsland. Kotze schopte het zowel tot zijn kamenier als tot ceremoniemeester van het keizerlijk hof. In deze laatste functie was Kotze de regisseur van elke plechtigheid aan het hof. Hij droeg de titel van hospitaalridder van Sint-Jan van de balije Brandenburg.
In 1894 liet Wilhelm II Kotze arresteren. Kotze werd ervan beschuldigd de auteur te zijn van obscene brieven die jarenlang circuleerden aan het keizerlijk hof (1891-1894). De gouverneur van Berlijn, von Pape, en de Duitse regering moeiden zich met de zaak. De zaak geraakte bekend onder de naam de Kotze-affaire. Elisabeth Kotze bestookte prinses Charlotte, prinses van Saksen-Meiningen en oudste zus van de keizer, om haar man vrij te laten. Elisabeth Kotze zag haar wereld ingestort en leefde verbannen van het hof. Kotze kwam inderdaad vrij. Hij verliet de gevangenis na slechts één maand hechtenis. Er waren geen bewijzen te vinden dat hij de auteur was noch de koerier van deze bewuste brieven. De keizer kon niet anders dan Kotze voor een militaire rechtbank te brengen; deze achtte Kotze onschuldig (1895). Wilhelm II herstelde Kotze in zijn ambten aan het keizerlijk hof en overlaadde hem met bloemen als goedmaking. Kotze liet het hier niet bij en fulmineerde tegen Karl von Schrader (1848-1896), die Kotze (kort) vervangen had als ceremoniemeester. Kotze doodde von Schrader in een duel (1896). Hierop vroeg Elisabeth Kotze de scheiding van tafel en bed aan. Het echtpaar Kotze leefde voortaan gescheiden. 
De liberale pers in Berlijn, die tegen keizer Wilhelm II ageerde, wees de keizer met de vinger aan als schuldig aan de dood van von Schrader. De Duitse regering moest tussen komen om de anti-keizerlijke opiniestukken in de pers te verbieden. Ook verbood de regering publieke rouwbetuigingen aan von Schrader. De regeringsgetrouwe krant “Reichsbote” stelde dat het jaren zou duren om de beschadiging van de keizer te herstellen. Uiteindelijk viel de Kotze-affaire stil toen bekend geraakte dat de broer van de keizerin, Ernst Günther, jarenlang de auteur geweest was van pornografisch werk aan het hof. 
Het echtpaar Kotze leefde verder teruggetrokken, doch gescheiden, op hun landgoed in Schreiberhau (vandaag: Szklarska Poreba) in het Reuzengebergte.